# Camera Reprezentanților (Cisleithania)

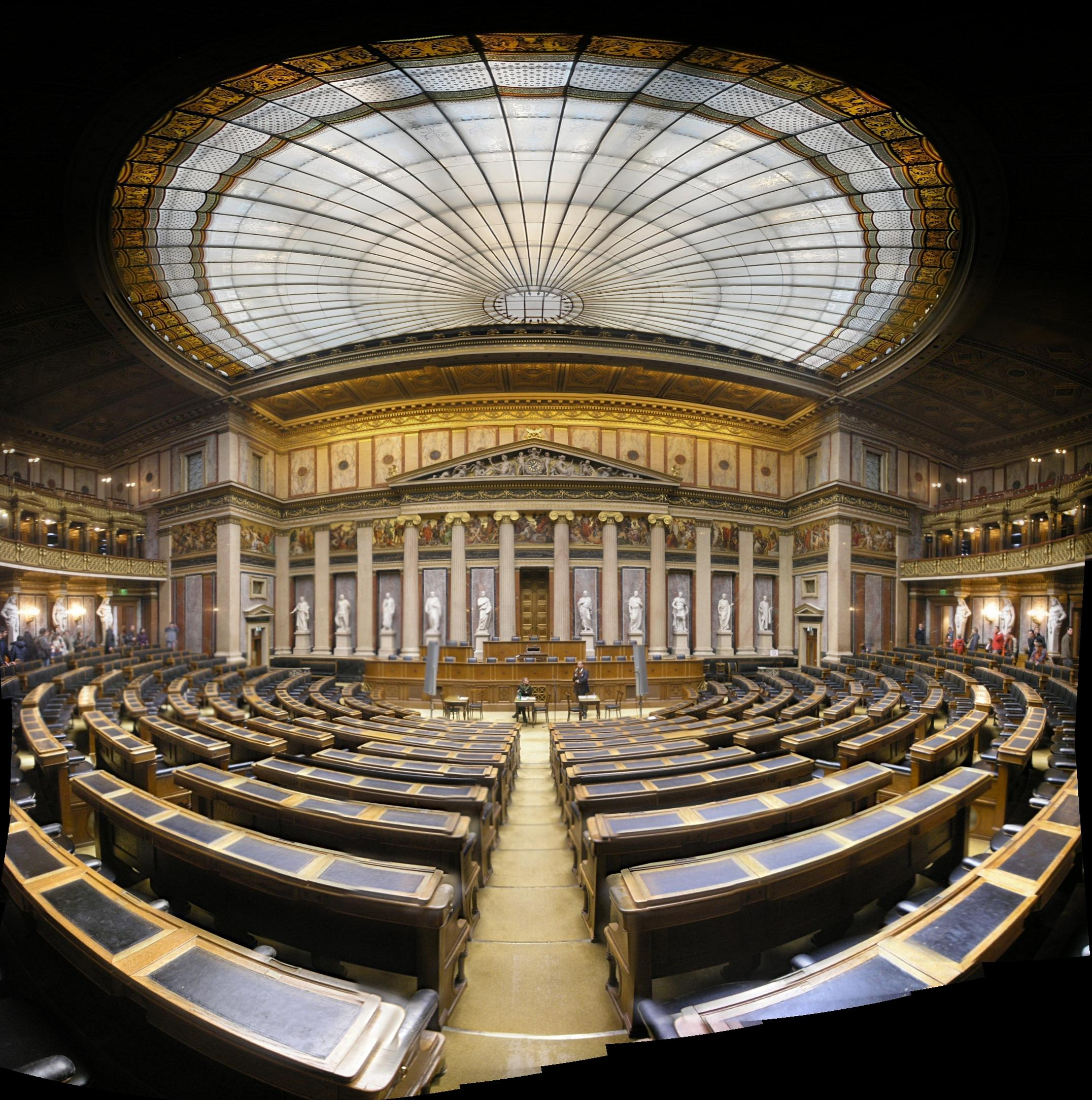
Aula Camerei Reprezentanților 1883–1918

Camera Reprezentanților (în germană Abgeordnetenhaus) a fost între 1861 și 1918 camera inferioară a parlamentului țărilor austriece. Reprezentanții erau aleși prin vot. Camera superioară era Senatul imperial.